# Bangor (Ar Mor-Bihan)
Bangor (en bretó Bangor) és un municipi francès, situat a la regió de Bretanya, al departament d'Ar Mor-Bihan. L'any 2006 tenia 875 habitants. És un dels quatre municipis situats a l'illa de Belle-Île-en-Mer.

## Demografia
| Evolució de la població |      |      |      |      |      |      |      |      |
| 1793                    | 1800 | 1806 | 1821 | 1831 | 1836 | 1841 | 1846 | 1851 |
| -                       | -    | -    | -    | -    | 1638 | -    | -    | -    |

| 1856 | 1861 | 1866 | 1872 | 1876 | 1881 | 1886 | 1891 | 1896 |
| ---- | ---- | ---- | ---- | ---- | ---- | ---- | ---- | ---- |
| -    | -    | -    | 1862 | -    | -    | -    | -    | -    |

| 1901 | 1906 | 1911 | 1921 | 1926 | 1931 | 1936 | 1946 | 1954 |
| ---- | ---- | ---- | ---- | ---- | ---- | ---- | ---- | ---- |
| -    | -    | 1342 | 1074 | -    | -    | 929  | 809  | 670  |

| 1962 | 1968 | 1975 | 1982 | 1990 | 1999 | 2006 | 2011 | 2016 |
| ---- | ---- | ---- | ---- | ---- | ---- | ---- | ---- | ---- |
| 578  | 550  | 563  | 637  | 735  | 738  | -    | -    | -    |

| 2019 | - | - | - | - | - | - | - | - |
| ---- | - | - | - | - | - | - | - | - |
| -    | - | - | - | - | - | - | - | - |

## Administració
| Període     | Identitat                     | Partit |  |
| ----------- | ----------------------------- | ------ |  |
| 1791 - 1797 | Pierre Paul Séchant           |        |  |
| 1797 - 1799 | Pierre Vincent Le Matelot     |        |  |
| 1799 - 1809 | Pierre Paul Séchant           |        |  |
| 1809 - 1810 | Jean Martin Labado            |        |  |
| 1810 - 1818 | Jean Jacques Hippolyte Le Dru |        |  |
| 1818 - 1839 | Pierre Vincent Le Matelot     |        |  |
| 1839 - 1844 | Jean Jacques Hippolyte Le Dru |        |  |
| 1844 - 1852 | G. Séchant                    |        |  |
| 1852 - 1874 | Jean Patern Brière            |        |  |
| 1874 - 1876 | Louis Marie Maleous           |        |  |
| 1876 - 1896 | Mathurin L'Hermite            |        |  |
| 1896 - 1900 | Pierre Marie L'Hermite        |        |  |
| 1900 - 1919 | François Marie Le Bihan       |        |  |
| 1919 - 1925 | Onésime Bénoni L'Hermite      |        |  |
| 1925 - 1935 | Hervé                         |        |  |
| 1935 - 1946 | François Le Marec             |        |  |
| 1946 - 1960 | Jean Marie Le Bihan           |        |  |
| 1960 - 1971 | Paul Bedex                    |        |  |
| 1971 - 1977 | Adolphe Olieric               |        |  |
| 1977 - 1983 | Paul Meunier                  |        |  |
| 1983 - 1989 | Jean Yves Daniel              |        |  |
| 1989 -      | Lucien Maho                   |        |  |
| 2001 - 2014 | Pierre-Yves Desard            |        |  |